# Angraecum astroarche
Espèce
Synonymes
- Mystacidium astroarche (Ridl.) Rolfe[1]

Angraecum astroarche est une espèce de plantes à fleurs de la famille des Orchidaceae et du genre Angraecum. C'est une orchidée endémique de l'île de Sao Tomé.
En 2018, elle est présumée éteinte (EX) selon les critères de l'UICN.